# Collections privées
Collections privées è un film del 1979, costituito da tre episodi, L'île aux sirènes diretto da Just Jaeckin, Kusa-Meikyu diretto da Shūji Terayama e L'Armoire diretto da Walerian Borowczyk. Gli episodi di Terayama e Borowczyk hanno un'origine letteraria, rispettivamente un romanzo di Kyōka Izumi e un racconto di Guy de Maupassant.

## Trama
Primo episodio: L'île aux sirènes
Secondo episodio: Kusa-Meikyu
Terzo episodio: L'Armoire